# Double Jeu (film, 1975)
Pour les articles homonymes, voir Double Jeu et Der Richter und sein Henker.
Pour plus de détails, voir Fiche technique et Distribution.
Double Jeu (Der Richter und sein Henker) est un film policier ouest-germano-italien réalisé par Maximilian Schell et sorti en 1975.
Il s'agit de l'adaptation du roman policier suisse Le Juge et son bourreau (Der Richter und sein Henker) de Friedrich Dürrenmatt paru en 1952.

## Résumé
En 1948 à Istanbul, le jeune Hans Bärlach accepte de faire un pari avec son associé Richard Gastmann. Ce denrier doit réaliser un crime devant Bärlach mais sans que ce dernier puisse prouver qu'il en est responsable. Peu de temps après, il voit la femme qu’il aime chuter d’un pont dans la baie. Convaincu que Gastmann l’a poussée mais incapable de le prouver, Bärlach saute à l’eau trop tard pour la sauver alors que l'autre disparait disparaît.
Trente ans plus tard, Bärlach est devenu un commissaire de police suisse et risque de mourir dans moins d’un an d’un cancer de l’estomac, pour lequel une opération incertaine est prévue. À la campagne, son assistant, le lieutenant Robert Schmied, est retrouvé abattu dans sa voiture au bord de la route et Bärlach s’efforce de retirer un dossier rouge des dossiers de Schmied.
L’affaire est confiée au jeune détective agressif Walter Tschanz qui semble bien informé de l’affaire mais est bloqué par la révélation du commissaire Bärlach selon laquelle deux balles ont été trouvées sur les lieux, ignorant que le commissaire lui-même avait posé la seconde. Après des funérailles désastreuses pour le défunt lieutenant, Tschanz entame une romance orageuse avec la petite amie de Schmied, Anna. Il apprend qu'une lettre G apparaît régulièrement dans l’agenda de Schmied, le menant à Gastmann, qui est entre-temps devenu un riche industriel.
Espionnant le dîner de Gastmann depuis une fenêtre, Tschanz est choqué de voir Anna présente. La surveillance est révélée lorsque le commissaire, qui l’accompagnait, est attaqué par le chien de garde de Gastmann et Tschanz est forcé de le tuer. Après des mots durs avec l’avocat de Gastmann, von Schwedi, le détective entend des cris d’une fenêtre à l’étage et, regardant à nouveau, est accueilli par Gastmann lui-même et la tête d’une femme désincarnée. Pendant l’incident, le corps du chien disparaît. Les gardes du corps de Gastmann forcent Tschanz à quitter la propriété et il ramène le commissaire chez lui, qui range discrètement un pistolet et un protège morsure en cuir de son bras que le chien était censé avoir mutilé. Von Schwedi dépose une plainte officielle le lendemain auprès de Lutz, le chef de la police, et allègue que la présence secrète de Schmied aux fêtes de Gastmann était une tentative d’espionnage par une puissance étrangère. Comme pour confirmer, le ministre de la Justice ordonne à Lutz d’arrêter l’enquête sur Gastmann, invoquant son importance pour l’économie nationale.
Tschanz est frustré par l’impasse et perplexe face au comportement du commissaire, qui vit dans un appartement mal entretenu et dont la maladie semble s’aggraver. Sur la suggestion de Bärlach, il s’entretient avec l’écrivain Friedrich, qui révèle le pari fatidique de Gastmann et Bärlach ainsi que le commissaire avait poursuivi Gastmann pour ses nombreux crimes depuis Istanbul. À l’insu de Tschanz, le commissaire retourne au domaine de Gastmann où Anna lui explique son histoire avec Gastmann. Sa liaison avec Schmied n’était que dans l’espoir qu’il la sauverait. Gastmann se rend plus tard à l’appartement de Bärlach et nargue le commissaire d’avoir envoyé Schmied l’observer, affirmant qu’il va commettre un autre crime que le commissaire ne peut pas prouver et prend le dossier rouge de Schmied en partant.
À l’aéroport, le crime se révèle être le meurtre de von Schwedi, dont le cadavre ensanglanté tombe du carrousel à bagages. Tschanz confronte Anna au sujet de son association avec Gastmann, qui laisse échapper que le commissaire était chez Gastmann. Un agresseur inconnu tente ensuite d’assassiner le commissaire dans son appartement ce soir-là. Tschanz affirme que Gastmann est responsable de l’attaque et du meurtre de Schmied et doit donc être traduit en justice mais le commissaire s’y oppose. Gastmann tue le chauffeur du commissaire et détourne sa voiture pour le faire tuer également mais est intrigué lorsque Bärlach dit que s’il ne peut pas lui faire payer pour les crimes qu’il a commis, il lui fera payer pour un crime qu’il n’a pas commis. Gastmann conduit Bärlach à la gare et le commissaire l’avertit qu’il l’a « condamné ».
Comme Bärlach l’avait promis, le lendemain, Tschanz tire sur Gastmann et ses gardes du corps et place l’arme utilisée pour tuer Schmied dans les mains de l’un des gardes. Tschanz est surpris de constater que Bärlach est déjà au courant de la mort de Gastmann et qu’il célèbre en mangeant abondamment. Il offre en cadeau à Tschanz la balle que celui-ci a utilisée pour tuer le chien de garde, qui correspond à celle de sa propre arme à feu. Le commissaire explique alors qu’il savait que Tschanz avait assassiné Schmied parce qu’il était jaloux de son succès au travail et de sa relation avec Anna. Pour obtenir la vengeance de Bärlach sur Tschanz, il l’a manipulé pour qu’il piège et assassine Gastmann. Avec la mort de Gastmann, Tschanz, l’assaillant inconnu, n’a plus personne à piéger pour une autre attaque sur Bärlach et part en disgrâce avec Anna. Il lui dit qu’il l’a fait pour elle et après l’avoir abandonnée sur le bord de la route, il descend d’un pont.
Le commissaire décide finalement de ne pas se faire opérer, car l’anesthésiste avait été engagé par Gastmann pour le tuer, et prive ainsi Gastmann de son dernier crime posthume. Dans l’épilogue, il dit à Anna qu’il lui restera encore un an à vivre malgré tout.

## Fiche technique
- Titre français : Double Jeu
- Titre original allemand : Der Richter und sein Henker[1]
- Titre italien : Assassinio sul ponte
- Réalisateur : Maximilian Schell
- Scénario : Maximilian Schell, Roberto De Leonardis et Friedrich Dürrenmatt d'après son roman Le Juge et son bourreau (Der Richter und sein Henker)
- Photographie : Roberto Gerardi, Ennio Guarnieri, Klaus König
- Montage : Dagmar Hirtz
- Musique : Ennio Morricone
- Décors : Kathrin Brunner, Boris Juraga
- Costumes : Monika von Zallinger
- Maquillage : Franz Göbel
- Production : Maximilian Schell, Arlene Sellers
- Société de production : MFG-Film (Munich), T.R.A.C. (Rome)
- Pays de production :  Italie •  Allemagne de l'Ouest
- Langue originale : anglais
- Format : Couleur - 1,66:1 - Son mono - 35 mm
- Durée : 106 minutes (1 h 46)
- Genre : Film policier, drame psychologique
- Dates de sortie :
  - Espagne : 21 septembre 1975
  - Allemagne de l'Ouest : 5 mai 1978
  - Italie : mars 1983

## Distribution
- Jon Voight : Walter Tschanz
- Jacqueline Bisset : Anna Crawley
- Martin Ritt : Hans Bärlach
- Robert Shaw : Richard Gastmann
- Helmut Qualtinger : Von Schwendi
- Gabriele Ferzetti : Dr Lucius Lutz
- Rita Calderoni : Nadine
- Friedrich Dürrenmatt : Friedrich
- Donald Sutherland : Robert Schmied
- Maximilian Schell : voix sur cassette de Robert Schmied (non crédité)
- Norbert Schiller (de) : Dr Hungertobel
- Lil Dagover : La mère de Gastmann
- Margarethe Noé von Nordberg : Mme Schönler
- Pinchas Zukerman : lui-même